# Murilo Krieger
Murilo Sebastiăo Ramos Krieger SCI (ur. 19 września 1943 w Brusque) – brazylijski duchowny rzymskokatolicki, sercanin, biskup pomocniczy Florianópolis w latach 1985–1991, biskup diecezjalny Ponta Grossa w latach 1991–1997, arcybiskup metropolita Maringá w latach 1997–2002, arcybiskup metropolita Florianópolis w latach 2002–2011, arcybiskup metropolita São Salvador da Bahia i prymas Brazylii w latach 2011–2020, zastępca przewodniczącego Konferencji Episkopatu Brazylii w latach 2015–2019, od 2020 arcybiskup senior archidiecezji São Salvador da Bahia.

## Życiorys
W 1964 wstąpił do Zgromadzenia Księży Najświętszego Serca Jezusowego i w nim złożył śluby zakonne 2 lutego 1967. 7 grudnia 1969 otrzymał święcenia kapłańskie. Po święceniach został wikariuszem w Taubaté, zaś w 1974 otrzymał nominację na rektora instytutu sercańskiego w tymże mieście. W 1981 został wybrany prowincjałem.

### Episkopat
16 lutego 1985 został mianowany biskupem pomocniczym diecezji Florianópolis, ze stolicą tytularną Lysinia. Sakry biskupiej udzielił mu 28 kwietnia 1985 arcybiskup Alfonso Niehues.
8 maja 1991 został prekonizowany biskupem diecezji Ponta Grossa, w stanie Parana. Urząd objął 22 lipca 1991.
7 maja 1997 został mianowany biskupem archidiecezji Maringá, ingres odbył się 11 lipca tegoż roku.
20 lutego 2002 papież Jan Paweł II mianował go arcybiskupem Florianópolis w stanie Santa Catarina. 27 kwietnia kanonicznie objął archidiecezję.
12 stycznia 2011 decyzją papieża Benedykta XVI zastąpił kard. Geraldo Majella Agnelo na stolicy arcybiskupiej São Salvador da Bahia. Ingres miał miejsce 25 marca tego samego roku. Paliusz otrzymał w dniu 29 czerwca 2011 z rąk papieża Benedykta XVI.
20 kwietnia 2015 został wybrany wiceprzewodniczącym Konferencji Episkopatu Brazylii.
11 marca 2020 przeszedł na emeryturę.